# Массапіква (Нью-Йорк)
Массапіква (англ. Massapequa) — переписна місцевість (CDP) в США, в окрузі Нассау штату Нью-Йорк. Населення — 21 355 осіб (2020).

## Географія
Массапіква розташована за координатами 40°40′6″ пн. ш. 73°28′17″ зх. д. / 40.66833° пн. ш. 73.47139° зх. д. (40.668302, -73.471515).  За даними Бюро перепису населення США в 2010 році переписна місцевість мала площу 10,34 км², з яких 9,21 км² — суходіл та 1,13 км² — водойми.

## Демографія
Згідно з переписом 2010 року, у переписній місцевості мешкало 21 685 осіб у 7226 домогосподарствах у складі 5989 родин. Густота населення становила 2097 осіб/км².  Було 7407 помешкань (716/км²).
Расовий склад населення:
| - 96,6 % — білих - 1,6 % — азіатів - 0,4 % — чорних або афроамериканців - 0,1 % — корінних американців |

До двох чи більше рас належало 1,0 %. Частка іспаномовних становила 4,2 % від усіх жителів.
За віковим діапазоном населення розподілялося таким чином: 24,5 % — особи молодші 18 років, 60,3 % — особи у віці 18—64 років, 15,2 % — особи у віці 65 років та старші. Медіана віку мешканця становила 43,1 року. На 100 осіб жіночої статі у переписній місцевості припадало 95,3 чоловіків;  на 100 жінок у віці від 18 років та старших — 92,7 чоловіків також старших 18 років.
Середній дохід на одне домашнє господарство  становив 142 563 долари США (медіана — 119 703), а середній дохід на одну сім'ю — 152 799 доларів (медіана — 130 145). Медіана доходів становила 82 203 долари для чоловіків та 56 754 долари для жінок. За межею бідності перебувало 1,5 % осіб, у тому числі 1,1 % дітей у віці до 18 років та 1,4 % осіб у віці 65 років та старших.
Цивільне працевлаштоване населення становило 11 264 особи. Основні галузі зайнятості: освіта, охорона здоров'я та соціальна допомога — 24,2 %, науковці, спеціалісти, менеджери — 13,4 %, фінанси, страхування та нерухомість — 11,6 %.

## Відомі особистості
В поселенні народився:
- Джон Фасо (* 1952) — американський політик.